# Alexandr Ignatenko (luchador)
Alexandr Vladímirovich Ignatenko –en ruso, Александр Владимирович Игнатенко– (29 de marzo de 1963) es un deportista ruso que compitió en lucha grecorromana. Ganó 7 medallas en el Campeonato Mundial de Lucha entre los años 1987 y 1995, y dos medallas de oro en el Campeonato Europeo de Lucha entre los años 1988 y 1991.
Participó en tres Juegos Olímpicos de Verano, ocupando el cuarto lugar en Seúl 1988 y en Barcelona 1992 y el 19.º lugar en Atlanta 1996.

## Palmarés internacional
| Representando a la URSS |                            |                   |           |
| Campeonato Mundial      |                            |                   |           |
| Año                     | Lugar                      | Medalla           | Categoría |
| 1987                    | Clermont-Ferrand (Francia) | Medalla de bronce | 52 kg     |
| 1989                    | Martigny (Suiza)           | Medalla de oro    | 52 kg     |
| 1990                    | Ostia (Italia)             | Medalla de oro    | 52 kg     |
| 1991                    | Varna (Bulgaria)           | Medalla de plata  | 57 kg     |
| Campeonato Europeo      |                            |                   |           |
| Año                     | Lugar                      | Medalla           | Categoría |
| 1988                    | Kolbotn (Noruega)          | Medalla de oro    | 52 kg     |
| 1991                    | Aschaffenburg (Alemania)   | Medalla de oro    | 57 kg     |
| Representando a Rusia   |                            |                   |           |
| Campeonato Mundial      |                            |                   |           |
| Año                     | Lugar                      | Medalla           | Categoría |
| 1993                    | Estocolmo (Suecia)         | Medalla de plata  | 57 kg     |
| 1994                    | Tampere (Finlandia)        | Medalla de plata  | 57 kg     |
| 1995                    | Praga (República Checa)    | Medalla de bronce | 57 kg     |